# 可児町立久々利小学校
可児町立久々利小学校（かにちょうりつ くくりしょうがっこう）は、かつて岐阜県可児郡可児町に存在した公立小学校。

## 概要
- 校区は久々利、柿下などであり、旧・可児郡久々利村の小学校であった。1966年に可児町の学校再編により廃校。児童は新設された東小学校に転入した。
- 校舎は1969年まで東小学校久々利教室として使用された。

## 沿革
- 1873年（明治6年） - 久々利村に明新義校が開校。
- 1875年（明治8年） – 久々利村、丸山村、佐渡村、原見村、平柴村、我田村、酒井村が合併し、久々利村が発足。
- 1880年（明治13年） - 移転。久々利学校に改称する。
- 1881年（明治14年） - 久々利小学校に改称する。
- 1886年（明治19年） - 久々利尋常小学校に改称する。
- 1889年（明治22年）7月1日 – 久々利村と柿下村が合併し、改めて久々利村が発足。
- 1893年（明治26年） - 久々利尋常高等小学校に改称する。
- 1907年（明治40年） - 高等科が廃止され、久々利尋常小学校に改称する。
- 1917年（大正6年） - 久々利尋常高等小学校に改称する。
- 1941年（昭和16年）4月1日 - 久々利国民学校に改称する。
- 1947年（昭和22年）4月1日 - 久々利村立久々利小学校に改称する。
- 1955年（昭和30年）2月1日 - 広見町、今渡町、土田村、久々利村、平牧村、春里村、帷子村と合併し可児町が発足。同じに可児町立久々利小学校に改称する。
- 1966年（昭和41年）3月 - 学校再編により廃校。児童は東小学校[注釈 2]に転入する。